# Max Nonne
Max Nonne (Amburgo, 13 gennaio 1861 – Amburgo, 12 agosto 1959) è stato un medico tedesco.

## Biografia
Max Nonne ricevette la sua prima educazione alla Gelehrtenschule des Johanneums di Amburgo, e in seguito studiò medicina presso le Heidelberg, Friburgo e Berlin ottenendo il dottorato nel 1884 con una tesi sull'eziologia della trombosi della vena porta. Dopo la laurea, prestò servizio come assistente presso l'ospedale di Heidelberg sotto Wilhelm Heinrich Erb e successivamente nella clinica chirurgica di Kiel sotto Johannes Friedrich August von Esmarch, poi nel 1889 tornò ad Amburgo come neurologo. Durante lo stesso anno, divenne capo-medico nel dipartimento di medicina interna all'ospedale della Croce Rossa. Nel 1896 venne nominato direttore della clinica di neurologia presso l'ospedale di Eppendorf ad Amburgo.
Nonne divenne professore titolare di neurologia nel 1913 e nel 1919 iniziò a insegnare lezioni di neurologia presso la appena fondata Università di Amburgo, dove nel 1925 divenne professore ordinario. Qui ebbe occasione di lavorare con Alfons Maria Jakob (1884-1931).

## Performance
Il periodo scientificamente più fruttuoso di Max Nonne è probabilmente quello in cui lavorò in Eppendorf. Il suo lavoro si è sviluppato su molti argomenti che si estendono all'intera neurologia. A Nonne si devono lavori che hanno aumentato le conoscenze mediche sulla sclerosi multipla, le neuropatie su base alcolica e le lesioni dei nervi periferici. Nonne diede un contributo significativo alla diagnosi delle malattia sifilitica: in collaborazione con Apelt introdusse l'uso della reazione globulinica. Egli inoltre coniò il termine pseudotumor cerebri per tutte le condizioni di tumefazione cerebrale con papilledema, la cui causa precisa non può essere identificata.

## Onorificenze
- 1951 Senatore onorario dell'Università di Amburgo.
- 1953: Medaglia di Paracelso.

Max Nonne è stato un membro onorario di 21 società neurologiche internazionali.

## Eponimi associati
- Reazione di Nonne-Apelt: metodo sensibile per la dimostrazione della fibrina-globulina nel liquor cerebrospinale.
- Malattia di Nonne-Milroy-Meige: linfedema familiare cronico degli arti.